# Sophie Nivelle-Cardinale
Sophie Nivelle-Cardinale est une journaliste reporter de guerre et réalisatrice française née en 1978. Elle est lauréate du prix Albert-Londres 2016 pour son film Disparus, la guerre invisible de Syrie.

## Carrière
Passionnée par le reportage dès l’adolescence, Sophie Nivelle-Cardinale commence sa carrière de journaliste dans une radio à Taïwan. Elle travaille ensuite à Paris en tant qu’indépendante à partir de 2004, notamment pour La Chaîne parlementaire et Arte.
En 2010, elle s’installe à Beyrouth au Liban et commence à suivre les Révolutions arabes. Sophie Nivelle-Cardinale est parmi les premiers journalistes à entrer clandestinement en Syrie, à Homs puis à Alep en 2012 où elle tourne Au Cœur de la Bataille d’Alep durant le mois d’août. « Ce que j’ai vu et vécu à Alep, cet été-là, était insensé. Ce déluge de bombes sur cette ville, la violence qui y était déversée… Il fallait que je le raconte. » Le reportage, diffusé sur TF1 est vu par 10 millions de téléspectateurs. Il est doublement plébiscité aux prix Bayeux-Calvados 2013, par le trophée télévision et le prix Fondation Varenne des lycéens de Basse-Normandie.
En 2015, elle réalise Disparus, la guerre invisible de Syrie avec Étienne Huver sur les disparus, les victimes de la torture et des exécutions organisées par le régime syrien. Ils reçoivent l’année suivante le prix Albert-Londres de l'audiovisuel qui récompense les meilleurs « Grands Reporters » francophones âgés de moins de 40 ans. Pour l'association qui organise le prix, « leur film, terrible par la force des témoignages de victimes de Bachar al-Assad et d'un ancien bourreau du régime, restera comme un document précieux pour l'Histoire ».
Le 16 mai 2018, elle est cosignataire de la tribune Journalistes, avec ou sans carte de presse dans Libération, une « lettre ouverte à la Commission de la carte d’identité des journalistes professionnels pour la reconnaissance du travail effectué par ceux à qui on refuse un document qui peut les protéger et leur permettre de faire leur travail, parfois dans des conditions périlleuses ».

## Filmographie
- 2012 : Au Cœur de la Bataille d’Alep
- 2013 : Turquie, l'école des réfugiés syriens
- 2014 : Héroïne : le cauchemar américain[8]
- 2015 : Disparus, la guerre invisible de Syrie[9]
- 2016 : Turquie : Erdogan Land[10]
- 2017 : Syrie: Raqqa, la bataille de l’Euphrate[11]
- 2017 : Zimbabwe : terres promises[12]
- 2017 : Centrafrique : huis clos à Bangassou[13]
- 2018 : Turquie : l’union sacrée de l’opposition[14]
- 2019 : Turquie : Istanbul underground[15]

## Récompenses et distinctions
Au Cœur de la Bataille d’Alep
- Prix Bayeux Calvados-Normandie des correspondants de guerre 2013
- Prix des Lycéens-Fondation Varenne 2013

Disparus, la guerre invisible de Syrie
- Prix Albert-Londres de l’audiovisuel 2016
- Étoile de la Société civile des auteurs multimédia (Scam) 2016[16]